# Дьорд Шандор
Дьорд Шандор (на унгарски: Sándor György) е унгарски футболист. 

## Биография
Роден е на 20 март 1984 в Украйна от смесен брак. Майка му е от Беларус, а баща му е половин украинец, половин унгарец. До седемгодишна възраст семейството му живее и работи в Украйна.
Баща му Ищван Шандор е професионален треньор по футбол и покрай него малкият Дьорд започва да тренира още съвсем малък.
След това се местят в Будапеща. Играе на поста офанзивен полузащитник. В Унгария носи екипите на ФК „Уйпещ“ и ФК Дьор ЕТО. Професионалната му кариера е свързана най-вече с Уйпещ, с който има над 100 мача в елита и на два пъти става вицешампион на Унгария.
Има кратък престой в английския Плимут, на когото през 2008 г. халфът е преотстъпен за четири месеца с опция за закупуване през лятото. След като подписва с тима от Чемпиъншип, обаче Шандор получава контузия в коляното, която е причина да не може да се пребори за място в първия отбор. Така записва няколко мача за резервния тим и в края на април се завръща отново в Уйпещ. През 2009 г. е отстъпен под наем на Литекс, Ловеч, където остава за един сезон.
За унгарския национален отбор има три участия, а за младежкия – над 50. Дебютът му за мъжкия състав е на 15 ноември 2006 г. в контрола срещу Канада. Няколко месеца по-късно е повикан за още две приятелски срещи, съответно срещу Кипър и Латвия. В тима от Ловеч халфа идва под наем за срок от шест месеца, и с опция за закупуване през лятото. Владее добре руски и английски език.
Има брат който е с три години по-малък, също футболист и се подвизава във втора унгарска дивизия. 

## Успехи
Литекс Ловеч
- Купа на България – 2009